# Edward Ciuksza
Edward Ciuksza (ur. 31 stycznia 1905 w Pidstepnem na Ukrainie, zm. 21 lutego 1970) – polski muzyk, mandolinista.

## Życiorys
Urodził się i wychował w miejscowości Pidstepne na Ukrainie . Jego ojciec pracował tam jako zawiadowca stacji kolejowej . Oboje rodzice byli muzykalni i zadbali o edukację muzyczną swoich dzieci – Edward Ciuksza i jego siostra nauczyli się w domu śpiewu i gry na fortepianie . W 1921 roku, trzy lata po powstaniu II Rzeczypospolitej, rodzina przeprowadziła się do Wilna  . Rok później, w wieku 17 lat, Edward Ciuksza założył Towarzystwo Mandolinowe „Kaskada” . Był w nim mandolinistą, później również koncertmistrzem i zastępcą kierownika zespołu. W 1945, podczas przymusowych wysiedleń Polaków z Kresów Wschodnich, cała orkiestra trafiła do Łodzi. Muzycy założyli tam Łódzką Orkiestrę Mandolinistów. Cieszyła się ona dużą popularnością – Ciuksza występował z nią aż do swojej śmierci.
Ciuksza ukończył studia prawnicze  (notarialne ). Przed wojną długoletni pracownik notariatu w Wilnie, po wojnie pracował w notariacie w Łodzi - do jego upaństwowienia w 1952 r. - jako zastępca notariusza. Pracował również jako tłumacz przysięgły), praca w łódzkim notariacie do 1952 roku była podstawą jego utrzymania .
W 1949 roku Ciuksza mieszkał w Łodzi przy ul. Piotrkowskiej 92.
W 1954 roku uzyskał dyplom Państwowej Wyższej Szkoły Muzycznej w Katowicach .

## Orkiestra Mandolinistów Edwarda Ciukszy
Powstałe w 1922  roku Towarzystwo Mandolinowe „Kaskada” było początkowo orkiestrą złożoną z amatorów-pasjonatów . W 1928 roku zespół rozpoczął współpracę z Radiem Wilno  . Zajęli pierwsze miejsce w Ogólnopolskim Radiowym Konkursie Orkiestr Mandolinowych . Edward Ciuksza prowadził na antenie Radia Wilno audycję pt. Wieczorynka, w której przeplatał własne opowieści utworami granymi przez swoją orkiestrę . „Kaskada” zniknęła z anteny na czas niemieckiej okupacji miasta (1941–1944), powracając w 1944 roku po wkroczeniu Armii Czerwonej  .
14 lutego 1945 zespół zagrał swój tysięczny koncert radiowy  .
W kwietniu 1945 roku z powodu wysiedleń ludności polskiej orkiestra musiała opuścić Wilno . 16 kwietnia zagrała swój pożegnalny (1029-ty) koncert . Cała orkiestra wyruszyła pociągiem do Krakowa  . Byli to: Edward Ciuksza, Bronisław Hajn, Witold Stankiewicz, Stanisław Motus, Jan Gonsak i Czesław Dobiec wraz z rodzinami .
23 lub 24 kwietnia 1945 skład zatrzymał się na stacji Łódź Kaliska . Muzycy spotkali tam znajomego małżeństwa Jadwigi i Edwarda Ciukszów – pianistę Stanisława Szpinalskiego, współpracującego wówczas z Rozgłośnią Polskiego Radia w Łodzi  . Za jego sugestią postanowili osiedlić się w Łodzi . Cały  zespół zamieszkał w opuszczonym przez wojsko baraku w Tuszynie-Lesie  .
1 maja 1945, Łódzka Orkiestra Mandolinistów zainaugurowała swoją działalność koncertem podczas uroczystości otwarcia nowego studia Radio Łódź przy al. Tadeusza Kościuszki 40  .
Jej występ poprzedził felieton odczytany przez Aleksandra Zelwerowicza .
Orkiestra znalazła się pod opieką Ludowego Instytutu Muzycznego z siedzibą przy ul. Piotrkowskiej 232 . Występowali dla Radia Łódź oraz w Centralnym Domu Robotniczym przy Piotrkowskiej 243 . Trudna sytuacja zespołu zaowocowała zmianami personalnymi i groziła jego rozpadem, do którego jednak nie doszło dzięki staraniom Mieczysława Kofty kierującego Radiem Łódź . Od koncertu w dniu 20 października 1949 roku zaczęli występować jako Orkiestra Mandolinistów pod dyrekcją Edwarda Ciukszy  .
1 stycznia 1950 muzycy podpisali z Polskim Radiem umowę o pracę . Stali się w ten sposób pierwszą łódzką etatową orkiestrą radiową. W 1952  roku lub kwietniu 1954 , gdy dyrektorem Radia Łódź była już inna  osoba, etaty zostały im odebrane. Odzyskali je niecałe 3 lata później  . Jeszcze w latach 50 orkiestrze Edwarda Ciukszy udało się uzyskać status jednego z najbardziej popularnych zespołów muzyki rozrywkowej, w czym wtórowała mu siostrzana Orkiestra Łódzkiej Rozgłośni Polskiego Radia .
W latach 60 zespół występował intensywnie w Polsce i za granicą – dając po kilkaset koncertów rocznie . W 1967 koncertowali w Budziszynie (w ówczesnym NRD). Około 1968 roku pojawiła się groźba lub pogłoski o likwidacji zespołu, co zostało udokumentowane w filmie Z miasta Łodzi (1968) Krzysztofa Kieślowskiego . W materiale tym zarejestrowano wypowiedzi łódzkich robotników w duchu obrony orkiestry .
Pierwszą kobietą w zespole była perkusistka  Zofia Pychyńska, grająca na ksylofonie i wibrafonie . Później do orkiestry dołączyła Wanda Torzówna grająca na cytrze .
Orkiestra Mandolinistów Edwarda Ciukszy cieszyła dużą popularnością. Działała nieprzerwanie w Radiu Łódź do roku 1971 . W 1971 orkiestra została rozwiązana, ponieważ istotą funkcjonowania tej orkiestry był jej dyrygent i kierownik , a poza tym repertuarowo i brzmieniowo orkiestra już się przeżyła.

### Instrumentarium, repertuar i goście Orkiestry
Oprócz mandolin i bandżo, orkiestra wykorzystywała instrumenty takie jak akordeon, czelesta, ksylofon, wibrafon, cytra, gitara hawajska, gitara elektryczna oraz elektronium  . Wykonywała aranżacje melodii polskich, rosyjskich, ukraińskich, litewskich, białoruskich, włoskich, hiszpańskich i hawajskich  . Brała również na warsztat arie operetkowe oraz transkrypcje muzyki poważnej (Aleksandra Borodina, Piotra Czajkowskiego, Michaiła Glinki, Nikołaja Rimskiego-Korsakowa i in. )  . Z członków orkiestry utworzono Zespół Domrowy Muzyki Dawnej, który wykonywał utwory polskich kompozytorów .
Z Orkiestrą Mandolinistów Edwarda Ciukszy nagrywali tacy śpiewacy i piosenkarze jak Teresa Żylis-Gara, Krystyna Nyc-Wronko, Rena Rolska, Tadeusz Woźniakowski, Zofia Framer i Zbigniew Framer .

### Dyskografia i wideografia Orkiestry
W czasie istnienia zespołu ukazała się jedna płyta długogrająca – wydany w lutym 1969 roku album ustępował nakładem jedynie Grupie Skifflowej No To Co, która była wówczas u szczytu swojej popularności . W archiwum Radia Łódź zachowało się 7 tysięcy nagrań orkiestry Ciukszy . Polskie Radio wydało w 2007 roku w serii Archiwum Polskiego Radia dwupłytowy album z nagraniami instrumentalnymi Orkiestry, zatytułowany Z Archiwum Polskiego Radia vol. 03 – Edward Ciuksza . Publikacja zawiera także przeprowadzony przez znanego łódzkiego radiowca Mariana Jeżewskiego (1915–2001) wywiad z Edwardem Ciukszą .
Nagrania Orkiestry wykorzystano w filmach:
- wspomnianej wyżej, dokumentalnej etiudzie studenckiej Z miasta Łodzi (1968) w reżyserii Krzysztofa Kieślowskiego[1] ,
- psychologicznej Ćmie (1980) Tomasza Zygadły[1] ,
- komediowym O rany, nic się nie stało!!! (1987) Waldemara Szarka[1] ,
- czarnej komedii Rewers (2009) Borysa Lankosza[1] .